# D-tunes
『D-tunes』（ディー・チューンズ）はSTVラジオで放送されていたトーク・音楽番組。

## 概要
北海道から全国へ向かう「道産子アーティストを応援する」トーク・音楽番組として、週替りの道産子アーティストパーソナリティを担当。等身大のトークで同世代のリスナーと感性を共にシェアするコンセプトとした。
2019年8月17日の放送では『藤岡みなみのおささらナイト』と『稲場愛香のD-tunes』がコラボした夏休み特別番組『藤岡みなみと稲場愛香のおささらナイト×D-tunes 夏休みスペシャル』が放送された。

## 放送時間
- 毎週日曜 17:00-17:30（2018年11月4日-2019年3月31日）
- 毎週土曜 22:00-22:30（2019年4月6日-2021年3月27日）[4]
- 毎週日曜 20:30-21:00（2021年4月4日-2022年3月27日）[5]

## パーソナリティ
※いずれも週替わり（主に月1回のペース）で出演。
- Rihwa（主に第1週を担当）[6][7]
- 三浦拓也（White Explosion、2021年4月から主に第2週を担当）[8]
- 稲場愛香（Juice=Juice、主に第3週を担当）[9]
- 瀬川あやか（主に第4週を担当）[10]

他

### 過去のパーソナリティ
- 廣瀬詩映莉（現：ヒロシエリ）（2018年11月11日から2021年3月まで主に第2土曜日を担当、2022年1月30日放送分も担当）[11]